# جراحة الغدد الصماء
جراحات الغدد الصماء (بالإنجليزية: Endocrine surgery)‏ هو تخصص فرعي من الجراحة يركز على الغدة الدرقية والجارات الدرقية والغدة الكظرية والجزئ الغدي من البنكرياس وبعض الغدد الصماء العصبية.

## جراحة الغدة الدرقية
تمثل جراحة الغدة الدرقية الجزء الأكبر من جراحات الغدد الصماء على جميع مستوى العالم، ويمكن أن يتم ذلك في العديد من الحالات أولها دراق عديد العقيدات، وسرطان الغدة الدرقية. تم تطويره باعتباره فرعا منفصلا عن الجراحة العامة في كلية الدرسات العلية الملكية الطبية من قبل ديك ويلبورن وجون لين في الولايات المتحدة. وتشمل العملية على ازالة الغدة الدراقية (استئصال الغدة الدرقية). ويتم إما بإزالة جزء من الغدة (استئصال فص من الغدة واستئصال نص الغدة)، أو ازالة الغدة الدرقية كليا، من النادر استئصال الغدة بشكل غير كامل(استئصال كلي أو شبه كلي) وذلك لأنه لا يحبذه الجراحون.

## جراحة الغدة الجارة درقية
يشار إلي ازالة الغدة الجارات درقية بمسطلح (استئصال الجارات درقية) وذلك في حالات فرط نشاط جارة الدرقية الأولي.

## جراحة الغدة الكظرية
استئصال الغدة الكظرية يتم في ظروف مثل متلازمة كون، و ورم القواتم، وورم الكظر القشرية.

## جراحة البنكرياس
إن أمراض الجزء الغدي من البنكرياس نادرة الحدوث، مثل ورم جزيري، وورم غاستريني. تتراوح هذه الجراحة من جراحة بسيطة وتمشل استئصال الورم فقط أو استئصال جزء كبير من البنكرياس.

## التاريخ والتدريب
تطورت جراحات الغدد الصماء مؤخرا تتطررا كبيرا عن مجالات الجراحة الأخرى.
تتطورت جراحات الغدد الصماء كتخصص فرعي من الجراحة بسبب الطبيعة التقنية لهذه الجراحة، وما تحمله من مخاطر نظرا للعمل في الرقبة. ابتداء من عام 1978،أصبح التدريب المتخصص في المملكة المتحدة، وبعد ذلك انتشر إلي الولايات المتحدة الأمريكية للمساهمة في التدريب الجراحين علي هذا المجال المتخصص للغاية. تم تدريب عدد كبير من جراحي الغدد الصماء في مستشفي هاموسميث كمركز تدريب أولي، ودلك تحت توجيه كل من ديك ويلبورن والسيد جون لين. لايزال جون لين من الجراحين النشطاء في هذا المجال. ومن الثابت أن مضاعفات الجراحة هي الأقل شيوعا إذا كان الجراح قد قام على الأقل ب100 عملية في الغدة الدرقية سنويا. تحمل الجراحة اخطارا كبير ومنها تغير الصوت الدائم(تصل إلي2%)، أو تدمير الجارت درقية. وتقل هذه المخاطر إلي 0.5% تقريبا إذا تمت العملية بيد خبير.من النادر أن تحدث اصابة دائمة لاعصاب في مربع الصوت، ومن النادر أن يحتاج إلي ثقب القصبة الهوائية بشكل دائم.